# مزرعة حاج احمد (شنبة)
مزرعة حاج احمد (بالفارسية: مزرعه حاج‌احمد) هي قرية تقع في إيران في قسم شنبة الريفي. يقدر عدد سكانها بـ 25 نسمة بحسب إحصاء 2016.